# Lucas Esquivel
Lucas Ángel Esquivel (Santa Fe, Argentina; 14 de octubre de 2001) es un futbolista argentino. Juega como lateral por izquierda y su primer equipo fue Unión de Santa Fe. Actualmente se encuentra en Athletico Paranaense de la Serie B de Brasil. 

## Trayectoria

### Unión de Santa Fe
Lucas Esquivel se inició futbolísticamente en el club Pucará de la Liga Santafesina para luego sumarse a las divisiones inferiores de Unión. Si bien su posición natural era la de mediocampista por izquierda, cuando en 2018 fue promovido al plantel de Reserva, el entrenador Eduardo Magnín lo reconvirtió en lateral.
A mediados de 2020, con la llegada de Juan Manuel Azconzábal, pasó a formar parte del plantel profesional, fue incluido en la lista de buena fe para la Copa Sudamericana y además firmó su primer contrato con el club. Su debut con la camiseta rojiblanca se produjo el 1 de noviembre: ese día, Esquivel fue titular en el empate de Unión 0-0 ante Arsenal de Sarandí.

### Athletico Paranaense
El 31 de mayo de 2023 se hizo oficial su llegada a Athletico Paranaense de Brasil, donde firmó contrato por cinco años. Allí logró consagrarse campeón del estadual pero luego sufrió el descenso a la Serie B a fines de 2024. 

## Selección nacional
El 31 de agosto de 2023 fue convocado por Lionel Scaloni a la Selección Argentina para el arranque de las Eliminatorias siendo una de las sorpresas de la lista, aunque luego el propio técnico aclaró que lo hacía con la intención de que pudiera entrenar con la Sub-23. Misma situación se repitió en la convocatoria de octubre de cara a la doble fecha de Eliminatorias frente a Paraguay y Perú.
El 10 de enero de 2024 Javier Mascherano, entrenador de la Selección Sub-23, lo confirmó en la lista de 23 jugadores para el Torneo Preolímpico de Venezuela.

## Estadísticas
- Actualizado al 16 de agosto de 2025

### Clubes
| Club                          | Div.                | Temporada           | Liga | Liga | Copa Nacional | Copa Nacional | Copa Internacional | Copa Internacional | Total | Total |
| Club                          | Div.                | Temporada           | PJ   | G    | PJ            | G             | PJ                 | G                  | PJ    | G     |
| ----------------------------- | ------------------- | ------------------- | ---- | ---- | ------------- | ------------- | ------------------ | ------------------ | ----- | ----- |
| Unión Argentina               | 1.ª                 | 2020                | -    | -    | 3             | 0             | 1                  | 0                  | 4     | 0     |
| Unión Argentina               | 1.ª                 | 2021                | 10   | 1    | 0             | 0             | -                  | -                  | 10    | 1     |
| Unión Argentina               | 1.ª                 | 2022                | 21   | 0    | 4             | 0             | 5                  | 0                  | 30    | 0     |
| Unión Argentina               | 1.ª                 | 2023                | 12   | 0    | 1             | 0             | -                  | -                  | 13    | 0     |
| Unión Argentina               | Total               | Total               | 43   | 1    | 8             | 0             | 6                  | 0                  | 57    | 1     |
| Athletico Paranaense · Brasil | 1.ª                 | 2023                | 19   | 0    | 2             | 0             | 2                  | 0                  | 23    | 0     |
| Athletico Paranaense · Brasil | 1.ª                 | 2024                | 4    | 0    | -             | -             | -                  | -                  | 4     | 0     |
| Athletico Paranaense · Brasil | 1.ª                 | 2024                | 33   | 0    | 6             | 0             | 10                 | 2                  | 49    | 2     |
| Athletico Paranaense · Brasil | 1.ª                 | 2025                | 0    | 0    | -             | -             | -                  | -                  | 0     | 0     |
| Athletico Paranaense · Brasil | 2.ª                 | 2025                | 16   | 0    | 2             | 1             | -                  | -                  | 18    | 1     |
| Athletico Paranaense · Brasil | Total               | Total               | 72   | 0    | 10            | 1             | 12                 | 2                  | 94    | 3     |
| Total en su carrera           | Total en su carrera | Total en su carrera | 115  | 1    | 18            | 1             | 18                 | 2                  | 151   | 4     |

### Selección
| Selección                       | Año                 | Amistosos | Amistosos | Sudamérica(1) | Sudamérica(1) | Mundial | Mundial | Total | Total |
| Selección                       | Año                 | PJ        | G         | PJ            | G             | PJ      | G       | PJ    | G     |
| ------------------------------- | ------------------- | --------- | --------- | ------------- | ------------- | ------- | ------- | ----- | ----- |
| Sub-23 Argentina                | 2024                | -         | -         | 2             | 0             | -       | -       | 2     | 0     |
| Sub-23 Argentina                | Total               | -         | -         | 2             | 0             | -       | -       | 2     | 0     |
| Total en su carrera             | Total en su carrera | -         | -         | 2             | 0             | -       | -       | 2     | 0     |
| (1) Incluye Torneo Preolímpico. |                     |           |           |               |               |         |         |       |       |

## Palmarés
| Título                | Club                 | País   | Año  |
| --------------------- | -------------------- | ------ | ---- |
| Campeonato Paranaense | Athletico Paranaense | Brasil | 2024 |